# Premio Bergamo (pittura)
Il Premio Bergamo fu promosso dal Ministro dell'educazione nazionale Giuseppe Bottai, gerarca fascista, nel 1939 in contrapposizione al Premio Cremona voluto da Roberto Farinacci.
Bottai, coadiuvato dal Direttore Generale Mario Lazzari, e con l'avallo dei responsabili locali (Giovanni Pieragostini, Fausto Brunelli, Giulio Massironi, Bindo Missiroli) diede vita a quattro edizioni, dal 1939 al 1942. La quinta, prevista per il 1943 fu annullata per la guerra.

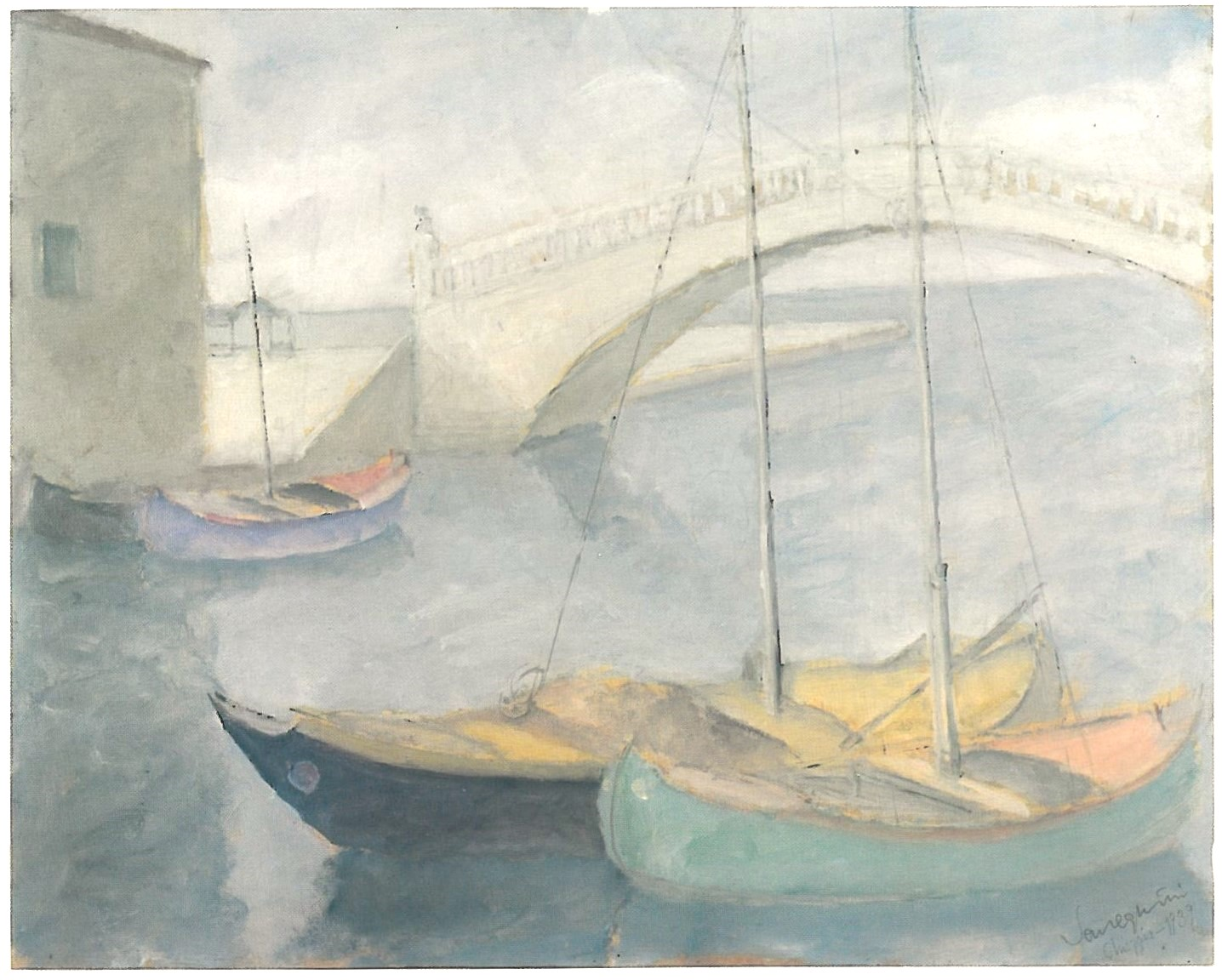
Pio Semeghini
Il Ponte di Chioggia, 1939
Collezione Luigi Sancassani, Verona

I vincitori delle quattro edizioni sono stati:
- 1939 Pio Semeghini con l'opera "Il Ponte di Chioggia", 1939 - Verona, Collezione Sancassani
- 1940 Mario Mafai con l'opera "Modelli nello studio", 1940 - Milano, Pinacoteca di Brera.
- 1941 Bruno Cassinari con l'opera "Il ritratto di Rosetta", 1941 - Collezione Privata
- 1942 Francesco Menzio, con l'opera La famiglia in campagna[1] - 1942 - Bergamo, GAMeC - Galleria d'Arte Moderna e Contemporanea

Come è scritto nel catalogo della mostra Anni Trenta. Arti in Italia oltre il fascismo: «A cavallo del 1940 la dialettica artistica in Italia si manifesta proprio nella rivalità tra i Premi Cremona (1939-1941) e Bergamo (1939-1942). Il primo, ispirato dal federale di Cremona Farinacci, è sintonizzato sull'onda delle mostre hitleriane: "Ascoltando alla radio un discorso del Duce" e "Stati d'animo creati dal Fascismo" sono i temi della prima edizione. Il secondo, promosso dal ministro dell'educazione nazionale Bottai, è più attento alla qualità della pittura, come indicano i temi delle prime edizioni: "Il paesaggio" e "Una o più figure umane in un'unica composizione". E proprio il Premio Bergamo – dove nel 1941 scoppia il caso della Crocifissione di Guttuso, 'blasfema' per iconografia e per lo stile alla Picasso – funziona da palestra per tanti giovani pittori aperti alle suggestioni d'Oltralpe e destinati al rinnovamento artistico dell'Italia liberata».
Nel 1942 Renato Guttuso vinse il secondo premio con la sua Crocifissione (1941), nonostante la censura del regime (l'opera fu accusata di empietà). La Curia addirittura diramò il seguente comunicati: “D'ordine di S. E. Monsignor Vescovo, si dà avviso a tutto il Clero della diocesi ed a quello che fosse di passaggio per la nostra città, che è ad esso proibito l'accesso alla Mostra del Premio Bergamo, pena la sospensione a divinis ipso facto incurrenda”.
Nelle quattro edizioni parteciparono più di 333 artisti. Tra essi si ricordano:
- Attilio Alfieri
- Cesare Breveglieri
- Domenico Cantatore
- Giuseppe Capogrossi
- Bruno Cassinari
- Mario Cortiello
- Cristoforo De Amicis
- Sergio Nicolò de Bellis
- Filippo de Pisis
- Renato Guttuso
- Umberto Lilloni
- Raffaello Locatelli
- Trento Longaretti
- Mario Mafai
- Cesare Maggi
- Carlo Martini
- Francesco Menzio
- Dante Montanari
- Luigi Montanarini
- Maddalena (Nene) Nodari[4]
- Emilio Notte
- Matteo Pedrali
- Armando Pizzinato
- Ottone Rosai
- Angelo Savelli
- Pio Semeghini
- Alfredo Signori